# Польна Крутовка
По́льна Кру́товка (рос. Польная Крутовка) — присілок у складі Вадінського району Пензенської області, Росія.
Населення — 62 особи (2010; 99 у 2002).
Національний склад станом на 2002 рік:
- росіяни — 98 %